# Dyskografia The White Stripes
Dyskografia amerykańskiej grupy muzycznej The White Stripes. Poniższa lista obejmuje sześć albumów studyjnych, dwa minialbumy, jeden wideogram, dwadzieścia sześć singli oraz piętnaście teledysków.

## Albumy
| US:  | złoto |
| UK:  | złoto |
| CAN: | złoto |

| US:  | platyna    |
| UK:  | 2x platyna |
| CAN: | 2x platyna |

| US:  | złoto   |
| UK:  | platyna |
| CAN: | platyna |

| US: | złoto |
| UK: | złoto |

## Minialbumy
| Rok  | Tytuł                                                                                   |
| ---- | --------------------------------------------------------------------------------------- |
| 2005 | Walking with a Ghost - Data: 6 grudnia 2005 - Wydawca: V2 - Format: CD                  |
| 2010 | Under Great White Northern Lights - Data: 15 marca 2010 - Wydawca: V2 - Format:CD & DVD |

## Single
| 1998                             | "Let's Shake Hands"                                        | –   | –  | –  | –  | –  | –  | –  | –  | –  | –  | –  | –  | –  | –  | —                             |
| 1998                             | "Lafayette Blues"                                          | –   | –  | –  | –  | –  | –  | –  | –  | –  | –  | –  | –  | –  | –  | —                             |
| 1999                             | "The Big Three Killed My Baby"                             | –   | –  | –  | –  | –  | –  | –  | –  | –  | –  | –  | –  | –  | –  | The White Stripes             |
| 1999                             | "Hand Springs"                                             | –   | –  | –  | –  | –  | –  | –  | –  | –  | –  | –  | –  | –  | –  | Non-album single              |
| 2000                             | "Hello Operator"                                           | –   | –  | –  | –  | –  | –  | –  | –  | –  | –  | –  | –  | –  | –  | De Stijl                      |
| 2000                             | "Lord, Send Me an Angel"                                   | –   | –  | –  | –  | –  | –  | –  | –  | –  | –  | –  | –  | –  | –  | —                             |
| 2000                             | "Party of Special Things to Do"                            | –   | –  | –  | –  | –  | –  | –  | –  | –  | –  | –  | –  | –  | –  | —                             |
| 2001                             | "Hotel Yorba"                                              | –   | –  | –  | –  | –  | –  | –  | –  | –  | –  | –  | –  | –  | 26 | White Blood Cells             |
| 2002                             | "Fell in Love with a Girl"                                 | 121 | –  | 12 | –  | –  | –  | –  | –  | –  | –  | –  | –  | –  | 21 | White Blood Cells             |
| 2002                             | "Dead Leaves and the Dirty Ground"                         | –   | –  | 19 | –  | –  | –  | –  | –  | –  | –  | –  | –  | –  | 25 | White Blood Cells             |
| 2002                             | "We're Going to Be Friends"                                | –   | –  | –  | –  | –  | –  | –  | –  | –  | –  | –  | –  | –  | –  | White Blood Cells             |
| 2002                             | "Red Death at 6:14"                                        | –   | –  | –  | –  | –  | –  | –  | –  | –  | –  | –  | –  | –  | –  | Sympathetic Sounds of Detroit |
| 2002                             | "Candy Cane Children"                                      | –   | –  | –  | –  | –  | –  | –  | –  | –  | –  | –  | –  | –  | –  | —                             |
| 2003                             | "Seven Nation Army"                                        | 76  | 12 | 1  | 17 | 18 | –  | –  | 3  | 22 | 22 | –  | –  | –  | 7  | Elephant                      |
| 2003                             | "I Just Don't Know What to Do with Myself"                 | –   | –  | 25 | 54 | –  | –  | –  | –  | –  | –  | –  | 34 | –  | 13 | Elephant                      |
| 2003                             | "The Hardest Button to Button"                             | –   | –  | 8  | 54 | –  | –  | –  | –  | 42 | –  | –  | –  | –  | 23 | Elephant                      |
| 2004                             | "There’s No Home for You Here"                             | –   | –  | –  | –  | –  | –  | –  | –  | –  | –  | –  | –  | –  | –  | Elephant                      |
| 2004                             | "Jolene"                                                   | –   | –  | –  | –  | –  | –  | –  | –  | 42 | –  | 12 | –  | 55 | 16 | Under Blackpool Lights        |
| 2005                             | "Blue Orchid"                                              | 43  | 32 | 7  | 95 | –  | 20 | 67 | 51 | 26 | –  | 18 | –  | 55 | 9  | Get Behind Me Satan           |
| 2005                             | "My Doorbell"                                              | 116 | –  | 13 | –  | –  | –  | –  | –  | 39 | 37 | –  | 8  | –  | 10 | Get Behind Me Satan           |
| 2005                             | "The Denial Twist"                                         | –   | –  | 5  | –  | –  | 14 | –  | –  | 29 | –  | –  | –  | –  | 10 | Get Behind Me Satan           |
| 2005                             | "Top Special"                                              | –   | –  | –  | –  | –  | –  | –  | –  | –  | –  | –  | –  | –  | –  | —                             |
| 2007                             | "Icky Thump"                                               | 26  | 11 | 1  | 46 | 60 | 4  | 83 | –  | 21 | –  | –  | –  | –  | 2  | Icky Thump                    |
| 2007                             | "Rag and Bone"                                             | –   | –  | –  | –  | –  | –  | –  | –  | –  | –  | –  | –  | –  | –  | Icky Thump                    |
| 2007                             | "You Don't Know What Love Is (You Just Do as You're Told)" | –   | 35 | 9  | –  | –  | –  | –  | –  | –  | –  | –  | –  | –  | 18 | Icky Thump                    |
| 2007                             | "Conquest"                                                 | –   | –  | 30 | –  | –  | –  | 98 | –  | –  | –  | –  | –  | –  | 30 | Icky Thump                    |
| 2008                             | "Conquesta"                                                | –   | –  | –  | –  | –  | –  | –  | –  | –  | –  | –  | –  | –  | –  | —                             |
| " – " pozycja nie była notowana. |                                                            |     |    |    |    |    |    |    |    |    |    |    |    |    |    |                               |

## Wideografia
| Rok  | Tytuł                                                                            | Certyfikat             |
| ---- | -------------------------------------------------------------------------------- | ---------------------- |
| 2004 | Under Blackpool Lights - Data: 7 grudnia 2004 - Wydawca: Third Man - Format: DVD | \| UK: \| złoto[20] \| |
| UK:  | złoto                                                                            |                        |

## Teledyski
| Rok  | Tytuł                                                      | Reżyseria                         |
| ---- | ---------------------------------------------------------- | --------------------------------- |
| 2001 | "Hotel Yorba"                                              | Anthony Ernest Garth & Dan Miller |
| 2002 | "We're Going to Be Friends"                                | Kevin Carrico                     |
| 2002 | "Fell in Love with a Girl"                                 | Michel Gondry                     |
| 2002 | "Dead Leaves and the Dirty Ground"                         | Michel Gondry                     |
| 2003 | "Seven Nation Army"                                        | Alex and Martin                   |
| 2003 | "I Just Don't Know What to Do with Myself"                 | Sofia Coppola                     |
| 2003 | "The Hardest Button to Button"                             | Michel Gondry                     |
| 2004 | "Hotel Yorba" (Live)                                       | Dick Carruthers                   |
| 2004 | "Jolene" (Live)                                            | Dick Carruthers                   |
| 2005 | "Blue Orchid"                                              | Floria Sigismondi                 |
| 2005 | "My Doorbell"                                              | The Malloys                       |
| 2005 | "The Denial Twist"                                         | Michel Gondry                     |
| 2007 | "Icky Thump"                                               | The Malloys                       |
| 2007 | "You Don't Know What Love Is (You Just Do as You're Told)" | The Malloys                       |
| 2007 | "Conquest"                                                 | Diane Martel                      |